# Parish
Parish är en benämning som används för administrativa enheter, oftast den lägsta nivån, i flera länder. 
På de brittiska öarna används benämningen civil parish för att skilja från de kyrkliga församlingarna (parish). Det är dock bara i England som civil parishes fortfarande har en funktion. I Skottland och Wales har systemet med civil parishes avvecklats. I Irland och Nordirland finns de kvar, men utan funktion. 
| Land                  | Beskrivning                                    | Kommentar                                                |
| --------------------- | ---------------------------------------------- | -------------------------------------------------------- |
| Antigua och Barbuda   | Antigua och Barbudas administrativa indelning  |                                                          |
| Barbados              | Barbados församlingar                          |                                                          |
| Bermuda               | Bermudas administrativa indelning              |                                                          |
| Dominica              | Dominicas parishes                             |                                                          |
| Grenada               | Grenadas parishes                              |                                                          |
| Jamaica               | Jamaicas parishes                              |                                                          |
| Montserrat            | Montserrats administrativa indelning           |                                                          |
| Saint Kitts och Nevis | Saint Kitts och Nevis administrativa indelning |                                                          |
| USA                   | Lista över parisher i Louisiana                | enbart Louisiana, motsvarar USA:s countyn i andra stater |